# Bennie Wallace
Bennie Wallace (Chattanooga, Tennessee, 18 de noviembre de 1946) es un saxofonista de jazz estadounidense.

## Trayectoria
Comenzó a tocar en clubes locales con el estímulo del director y baterista Chet Hedgecoth de la banda del Instituto de East Ridge, Tennessee y de Billy Usselton, que apareció como invitado en un festival de bandas y escuchó a Wallace con la East Ridge High School Swing Band. 
Después de estudiar clarinete en la Universidad de Tennessee, Wallace se estableció en Nueva York en 1971 con el aliento de Monty Alexander, quien lo contrató y lo recomendó a la Federación Estadounidense de Músicos locales, lo que virtualmente garantizó su ingreso. Comenzó allí junto al propio Monty Alexander y la cantante Sheila Jordan. 
Wallace tocó con Barry Harris, Buddy Rich y Dannie Richmond. Su grabación debut se realizó con Flip Phillips y Scott Hamilton en 1977. Ha citado a Sonny Rollins y Coleman Hawkins entre muchas de sus principales influencias del saxofón, aunque su estilo está más cercano al de Ben Webster o Houston Person. 
En 1977, formó su propio grupo, The Bennie Wallace Trio junto a Eddie Gómez en el bajo y Eddie Moore en la batería con la que grabó su primer disco como líder del sello alemán Enja. Durante los años 70 y 80, Wallace dirigió sus propias formaciones y grabaciones, que incluyeron la participación de músicos como Chick Corea, John Scofield y Jimmy Knepper.
Grabó en la etiqueta revivida Blue Note en 1985; la etiqueta original proporcionó gran parte de la música clave de sus años formativos, y el elenco ecléctico del álbum Twilight Time refleja la mezcla de estilos musicales que encontró en la escena local de los clubes de Chattanooga, como el Blue Room, el AmVets Club y Katie's Four O'Clock Club. Country & Western, western swing y rock & roll requieren familiaridad con las firmas clave y el repertorio preferido por los "pickers" (guitarristas). Wallace realizó una gira y grabó con el trombonista Ray Anderson (músico), cuyas habilidades técnicas permitieron a ambos músicos explorar un amplio repertorio no siempre asociado con la música de jazz. Ha proporcionado música original para las películas de Blaze y White Men can't jump de Ron Shelton.

## Discografía

### Como líder
- 1978: The Fourteen Bar Blues (Enja) con Eddie Gómez, Eddie Moore
- 1978: Live at the Public Theater (Enja) con Eddie Gómez, Dannie Richmond[3]
- 1980: The Free Will (Enja) con Tommy Flanagan, Dannie Richmond
- 1981: Bennie Wallace Plays Monk (Enja) con Jimmy Knepper, Eddie Gómez, Dannie Richmond
- 1982: The Bennie Wallace Trio and Chick Corea: Mystic Bridge (Enja) con Eddie Gómez, Dannie Richmond
- 1982: Big Jim's Tango (Enja) con Dave Holland, Elvin Jones
- 1984: Sweeping Through the City (Enja) con John Scofield, Ray Anderson, Mike Richmond, Dennis Irvin, Tom Whaley
- 1985: Twilight Time (Blue Note) con Ray Anderson, Dr. John, Jack DeJohnette, Bob Cranshaw, Eddie Gómez, Stevie Ray Vaughan, John Scofield, Chris Parker
- 1986: Brilliant Corners (Denon) con Yosuke Yamashita, Jay Anderson, Jeff Hershfield
- 1987: The Art of the Saxophone (Denon) con Oliver Lake, Jerry Bergonzi, Lew Tabackin, Harold Ashby, John Scofield, Eddie Gómez, Dannie Richmond
- 1987: Bordertown (Blue Note) con Ray Anderson, Dr. John, Eddie Gómez, John Scofield, Herlin Riley, Jay Anderson a.o.
- 1992: White Men Can't Jump original soundtrack (EMI) con Aretha Franklin
- 1993: The Old Songs (Sledgehammer Blues[4]) con Lou Levy, Bill Huntington, Alvin Queen
- 1993: The Talk of the Town (Enja) con Jerry Hahn, Bill Huntington, Alvin Queen
- 1998: Bennie Wallace (Beyond the Bluebird) (Sledgehammer Blues[5]) con Tommy Flanagan, Eddie Gómez, Alvin Queen
- 1999: Someone to Watch over Me (Enja) con Mulgrew Miller, Peter Washington, Yoron Israel
- 2002: In Berlin con George Cables, Peter Washington, Herlin Riley
- 2002: Moodsville con Mulgrew Miller, Peter Washington, Lewis Nash
- 2004: Nearness of You (Enja) con Kenny Barron, Eddie Gómez
- 2007: Disorder at the Border – Live at Jazzfest Berlin (Enja) Octet con Jay Anderson, Jesse Davis, Terell Strafford, Brad Leali, Adam Schroeder, Donald Vega, Donton Boller, Alvin Queen

### Como músico de sesión
- 1978: Franco Ambrosetti: Close Encounter (Enja) con George Gruntz, Mike Richmond, Bob Moses (musician)
- 1978: The George Gruntz Concert Jazz Band (MPS) También publicado como George Gruntz, The MPS Years (1971-80)
- 1987: Mose Allison: Ever Since the World Ended (Blue Note, 1987)
- 1999: Eric Watson: Full Metal Quartet (Owl, 1999–2000)